# Wunschkinder
Wunschkinder ist ein deutscher TV-Film aus dem Jahr 2017. Basierend auf dem autobiographischen Roman „Wunschkind“ von Marion Gaedicke schrieb Grimme-Preisträgerin Dorothee Schön das Drehbuch, Regie führte Emily Atef. Produziert wurde der Film von Michael Polle für die Berliner Produktionsfirma X Filme Creative Pool im Auftrag des Westdeutschen Rundfunks und ARD Degeto.

## Handlung
Das Leben von Marie und Peter scheint perfekt, doch ihr größter Wunsch bleibt unerfüllt: eine eigene Familie. Nach mehreren schmerzhaft gescheiterten Versuchen, auf natürlichem Wege ein Kind zu bekommen, entscheiden sich Marie und Peter, eine Adoption in Russland zu versuchen. Getragen von ihrer Sehnsucht und nach vielen Monaten der Vorbereitung und des Wartens machen sie sich auf den Weg, um ihre künftige Tochter Nina in einem Kinderheim, tausende Kilometer von Deutschland entfernt, kennenzulernen.  Noch ahnen sie nicht, dass sie erst am Anfang einer Tour de Force gegen die russischen Behörden stehen – und vor der größten Herausforderung für ihre Beziehung, denn während Marie und Peter um ihr zukünftiges Kind kämpfen, steht die Frage im Raum: Verfolgen wir noch das gleiche Ziel? Jeder für sich – und vor allem als Paar?

## Hintergrund
Die Idee zur Verfilmung dieser wahren Geschichte hatte Produzent Michael Polle bei einer Lesung von Marion Gaedicke in München. Gedreht wurde der Film 2016 in Berlin sowie in Lodz und Warschau, die als Drehorte für den russischen Teil der Geschichte verwendet wurden.
Wunschkinder hatte seine internationale Festivalpremiere im Wettbewerb des Fipa Festivals 2017 in Biarritz.

## Kritik
Ralf Weigand schreibt in der Süddeutschen Zeitung: „Ein Film, über den man staunen muss.“
Ulrich Feld schreibt in der Frankfurter Neuen Presse: „Spannender als viele Krimis.“
Ulla Hanselmann schreibt in der Stuttgarter Zeitung: "Es sind Bilder, die ans Herz gehen, den Zuschauer gnadenlos manipulieren: Unweigerlich interpretiert man Trauer, Sehnsucht, Leiden in die großen Augen der Kleinen und ihre hochgestreckten Ärmchen hinein – und wünscht jedem einzelnen der Kinder das, was ihnen bislang verwehrt geblieben ist: ein Wunschkind zu sein.
Heike Hupertz schreibt in der Frankfurter Allgemeinen Zeitung: "Sachlich, gerade dadurch nah an den Figuren, immer mit einer gewissen Distanz, die sich dem Respekt vor den individuellen Lebensentscheidungen des gezeigten Ehepaars verdankt, schildert der Film den Weg bis zur fast letzten Chance, der Adoption. Und noch weiter zur (legalen) Auslandsadoption, ihren Hürden und Schwierigkeiten. Das präzise Drehbuch von Dorothee Schön („Der letzte schöne Tag“, „Frau Böhm sagt nein“) vermeidet Klischees ebenso wie die fast dokumentarische Kameraarbeit Alexander Fischerkoesens. Bilder, die Raum zum Sehen geben, Szenen und Dialoge, die Platz zum Selberdenken lassen, begleiten Marie (Victoria Mayer) und Peter Meisner (Godehard Giese) auf ihrem vielleicht vergeblichen Weg zum Wunschkind. Atefs Inszenierung überhöht nicht, sie beschönigt nicht, vor allem aber verbietet sie sich jede Überdramatisierung. „Wunschkinder“ verzichtet auf alle, auch die emotionalen, Übertreibungen, die künstliche Befruchtung und nichtbiologische Elternschaft in der öffentlichen Wahrnehmung begleiten.

## Auszeichnungen
Nominierung für den Adolf-Grimme-Preis 2018